# Клара Хитлер
Клара Хитлер (на немски: Klara Hitler) е майка на германския нацистки лидер Адолф Хитлер.

## Семейство
Родена е в австрийското село Вайтра, Австро-Унгария. Баща ѝ е Йохан Баптист Пьолцл, а майка ѝ – Йохана Хидлер. Клара е от стар селски род, тя е трудолюбива, енергична, благочестива и съвестна. Според семейния лекар, д-р Едуард Блох, тя е много тиха, сладка и привързана жена.
През 1876 г. 16-годишната Клара е наета като домашен служител от нейния роднина Алоис Хитлер, три години след първия си брак с Анна Гласл-Хоер. Въпреки че биологичният баща на Алоис е неизвестен, след като майка му, Мария Шикългрубер, се омъжва за Йохан Хидлер, Алоис официално става син на Хидлер. Майката на Клара е племенницата на Хидлер Йохана Хизел, която се омъжва за Йохан Баптист Пьолцл, с което прави Клара и Алоис първи братовчеди.
След смъртта на втората съпруга на Алоис, Франциска Мацелсбергер, през 1884 г., Клара и Алоис се женят на 7 януари 1885 г. на кратка церемония, проведена рано сутринта в помещенията на Хитлер под наем на последния етаж на Померския Ин в Браунау на Ин. След това Алоис отива да работи като граничен служител.
Първият им син, Густав, е роден четири месеца по-късно, на 15 май 1885 г. Ида на 23 септември 1886 г. И двете деца умират от дифтерия през зимата на 1886 – 87 г. Третото дете, Ото, е родено и умира през 1887 г. Четвъртият им син, Адолф Хитлер, е роден на 20 април 1889 г.
През 1892 г. Клара Хитлер и семейството ѝ хващат влака до Пасау, където се заселват през следващите 2 години. Едмунд е роден там на 24 март 1894 г. Паула на 21 януари 1896 г. Едмунд умира от морбили на 28 февруари 1900 г. От шестте ѝ деца с Алоис само Адолф и Паула оцеляват до зряла възраст.
Животът на Клара Хитлер е изцяло у дома и в отглеждането на деца. Тя е много отдадена на децата си и, според Уилям Патрик Хитлер, е типична мащеха на невръстните си деца Алоис младши и Ангела Хитлер.
Тя също е благочестива римокатоличка и редовно посещава църква заедно с децата си.

## Последни години
Когато Алоис умира през 1903 г., той оставя правителствена пенсия. Клара продава къщата в Леондинг и се мести с малкия Адолф и Паула в апартамент в Линц, където живеят безгрижно.
През 1906 г. Клара Хитлер открива бучка в гърдите си, но първоначално я пренебрегва. След като преживява болки в гръдния кош, които я държат будна през нощта, най-сетне тя се консултира с доктора на семейството Едуард Блох през януари 1907 г. Тя е заета с домакинството си, така че пренебрегва да търси медицинска помощ. Д-р Блок решава да не информира Клара, че има рак на гърдата и това оставя на сина ѝ Адолф, за да я информира. Д-р Блох казва на Адолф, че майка му има малък шанс да оцелее и препоръчва да се подложи на радикална мастектомия. Блох информира децата на Клара, че състоянието ѝ е тежко. Адолф, който е във Виена, за да учи изкуство, се прибира вкъщи, за да е с майка си, както и неговите братя и сестри. До октомври състоянието на Клара Хитлер бързо се влошава, а синът ѝ Адолф моли д-р Блох да опита нова процедура. През следващите 46 дни (от ноември до началото на декември) д-р Блох извършва ежедневно лечение на йодоформ, след това експериментална форма на химиотерапия. Мастиктомните разрези на Клара Хитлер са отворени отново и масивните дози йодоформова напоена марля са приложени директно върху тъканта, за да „изгорят“ раковите клетки. Леченията са невероятно болезнени и парализират гърлото на Клара, което не ѝ позволява да преглътне.
Леченията се оказват безсмислени и Клара Хитлер умира у дома си в Линц от токсичните медицински странични ефекти на йодоформ на 21 декември 1907 г. Клара е погребана в Леондинг близо до Линц.
Адолф Хитлер, който има близки отношения с майка си, е съсипан от смъртта ѝ и преживява скръбта до края на живота си. Блох по-късно си спомня, че „През цялата си кариера никога не съм виждал някого да се просмуква от мъка като Адолф Хитлер“. В автобиографията си „Моята борба“ Хитлер пише, че „... почитам баща ми, обичам майка ми“ и казва, че смъртта на майка му е „ужасен удар....“ Десетилетия по-късно, през 1940 г., Хитлер доказва благодарността си на Блох (който е евреин) за лечението на майка му, като го пуска да емигрира със съпругата си от Австрия в Съединените щати.
През 1934 г. Пасау почита Клара Хитлер, като посвещава на нея улица.

## Премахване на надгробен камък
На 28 март 2012 г. надгробният камък, маркиращ гроба на Алоис Хитлер (и този на неговата съпруга Клара) в градското гробище в Леондинг, е премахнат без церемония от потомка, според пастора на енорията Курт Питерчачер. Наследникът се казва, че е възрастна жена роднина на първата жена на Алоис Хитлер, Анна, която също се е отказала от правата си върху наетия погребален парцел. Не е известно какво се е случило с останките в гроба.